# Erzbistum Nachitschewan
Das Erzbistum Nachitschewan (auch bekannt als Nakhchivan, Naxivan oder Nakhtchevan; lateinisch Naxivansus) war ein römisch-katholisches Erzbistum in Armenien. Es umfasste etwa das Gebiet der Autonomen Republik Nachitschewan von Aserbaidschan und einen Teil von Armenien. Das Erzbistum wurde 1847 aufgelöst.

## Geschichte
Das Bistum Nachitschewan wurde 1318 gegründet. Es gehörte zur Lateinischen Kirche. Als einziges der lateinischen Bistümer der Region überstand es die Eroberungsfeldzüge von Timur in den 1380er-Jahren.
Die Betreuung des Gebietes erfolgte anfangs durch den Dominikanerorden und später durch die Fratres Unitores (Vereinende Brüder), ein mit Rom unierter Orden armenischer Mönche. Sie waren mit dem Dominikanerorden verbunden und übernehmen 1344 deren Ordensgewand. 1583 wurde der Orden aufgelöst und als Provincia Naxivanensis in den Dominikanerorden eingegliedert. Im 15. Jahrhundert hatte der Orden 700 Mitglieder in etwa 50 Klöstern. 1602 waren es nur noch 12 Klöster, von denen die rund 19.000 Katholiken betreut wurden. Im Jahr 1682 zählte die Erzdiözese etwa 7000 Katholiken.
In der päpstlichen Bulle Etsi ex debito vom 28. Februar 1544 bestätigte Papst Paul III. das Privileg, dass der lateinische Ritus in armenischer Sprache gefeiert werden durfte und der Bischof durch eine Versammlung der Dominikanerklöster und der armenisch-katholischen Eliten gewählt werden durfte.
Im 16. Jahrhundert wurde der Verwaltungssitz des Bistums nach Abaran verlegt. Dieses lag näher an den katholischen Gemeinden. Im 17. Jahrhundert kam das katholische Leben zum Erliegen. Um 1620 regte Papst Gregor XV. die Gründung eines Dominikanerseminars in Abaran an. Im 17. Jahrhundert wurde es in den Rang eines Erzbistums erhoben. Allerdings hatte es keine Suffragandiözese. Der Erzbischof war also kein Leiter einer Kirchenprovinz. Augustinus Basrci erhielt als erster Erzbischof das Pallium.
1847 wurde das Erzbistum aufgelöst. Offenbar waren aber die Gläubigen bereits 1765 während der Kriege zwischen den osmanischen Türken und dem safawidischen Persien aus dem Land geflohen. Eine Gruppe von etwa 800 Armeniern mit ihrem letzten Erzbischof, Monsignore Salviani, flüchtete 1745 nach Izmir und gründete dort eine blühende armenische Gemeinde.
Was von der alten Kathedrale übrig blieb, deren Ruinen zu Beginn des 19. Jahrhunderts noch sichtbar waren, wurde 1845 durch ein Erdbeben endgültig zerstört. Die Erzdiözese blieb bis 1847 im Annuario Pontificio eingetragen.

## Bischöfe und Erzbischöfe
Die Bischöfe und Erzbischöfe gehörten dem Römischen Ritus an und waren Missionare aus lateinischen Orden, meist Italiener.
Bischof von Nachitschewan
- Bartholomäus von Bologna, OP † (1330 –? (Tod)) 10
- Giovanni, OP † (? verstorben)
- Tommaso, OP † (12. April 1356 –? (Tod))
- Giovanni, OP † (7. April 1374–9. März 1377 zum Bischof von Cafa ernannt)
- Giovanni de Gallofonte, OP † (9. März 1377–26. August 1398 zum Erzbischof von Soltankiyeh ernannt)
- Luigi Gometi, OP † (2. März 1403 –?)
- Mictario, OP † (?– 1417 (Tod))
- Martin von Chiari, OP † (9. Oktober 1419 –?)
- Giorgio, OP †
  - Ladislaus, OP † (5. Mai 1421 –?) (Titularbischof)
- Pietro de Carna, OP † (13. Oktober 1423 –?)
- Giovanni Simonian, OP † (17. September 1464 –?)
- Benedetto, OP † (1478–1492 (Tod))
- Giovanni Battista, OP † (1492–1501 (Tod))
- Benedetto, OP † (1502–1509 (Tod))
- Gregor von Armenien, OP † (gest. 10. Februar 1511–1538)
- Benedetto Berzati, OP † (20. Okt. 1542 – (Tod) 1543)
- Stefano Gahortzian, OP † (27. Januar 1546 – (Tod) 1559)
- Nicholas Friton di Abaran (20. Oktober 1560–1598 (Tod))
- Azarias Friton OP (24. März 1604–7. Januar 1607 (Tod))
- Matthaeus Erasmos, OP (22. Oktober 1607 (Bischofsweihe)–9. Juli 1627 (Tod))[2]
- Angelus Maria Cittadini, OCart (9. Juli 1627–10. Dezember 1629 (Tod)), zuvor Koadjutorbischof von Nachitschewan und Titularerzbischof von Myra (15. Juli 1624–9. Juli 1627)
- Augustinus Basrci (Bagesius), OP (1633–21. Februar 1633)

Erzbischof von Nachitschewan (nicht Metropolit)
- Augustinus Basrci (Bagesius), OP (21. Februar 1633–16. April 1652 (Tod))
- Paolo Piromalli, OP (14. Juni 1655–15. Dezember 1664 (Ernennung zum Erzbischof von Bisignano (Italien) (bis 2. Juli 1667 (Tod))))
- Matteo Avanian (Avanisensis), OP (14. Mai 1668–14. Juli 1674 (Tod))
- Thomas Tatumensis, OP (12. November 1675–14. Oktober 1680 (Rücktritt))
- Sebastian Knab, OP (28. September 1682–8. September 1690 (Tod))
- Paul Baptiste Avanian, OP (24. März 1692–1701 (Tod))
- Stephanus Sciran, OP (15. Januar 1703–etwa 1707 (Tod))
- Giovanni Vincenzo Castelli, OP (15. April 1709–4. Mai 1709 (Rücktritt)), danach Titularerzbischof von Marcianopolis (19. Juni 1709–21. März 1714), Erzbischof-Bischof (21. März 1714–September 1736) und Erzbischof-Bischof von Sant’Angelo in Vado (Italien) (21. März 1714–September736.09 (Tod))
- Alessandro Felice (Pietro Martire) Mercanti, OP (6. Mai 1709–25. Februar 1721 (Tod))
- Archangelus Feni, OP (20. April 1722–1731 (Rücktritt)), starb 1747
- Domenico Maria (Michelangelo) Salvini, OP (21. Juli 1732–10. Dezember 1765 (Tod))